# Lipovice
Lipovice (deutsch Lipowitz) ist eine Gemeinde in Tschechien. Sie liegt vier Kilometer nordöstlich von Vlachovo Březí in Südböhmen und gehört zum Okres Prachatice.

## Geographie

### Lage

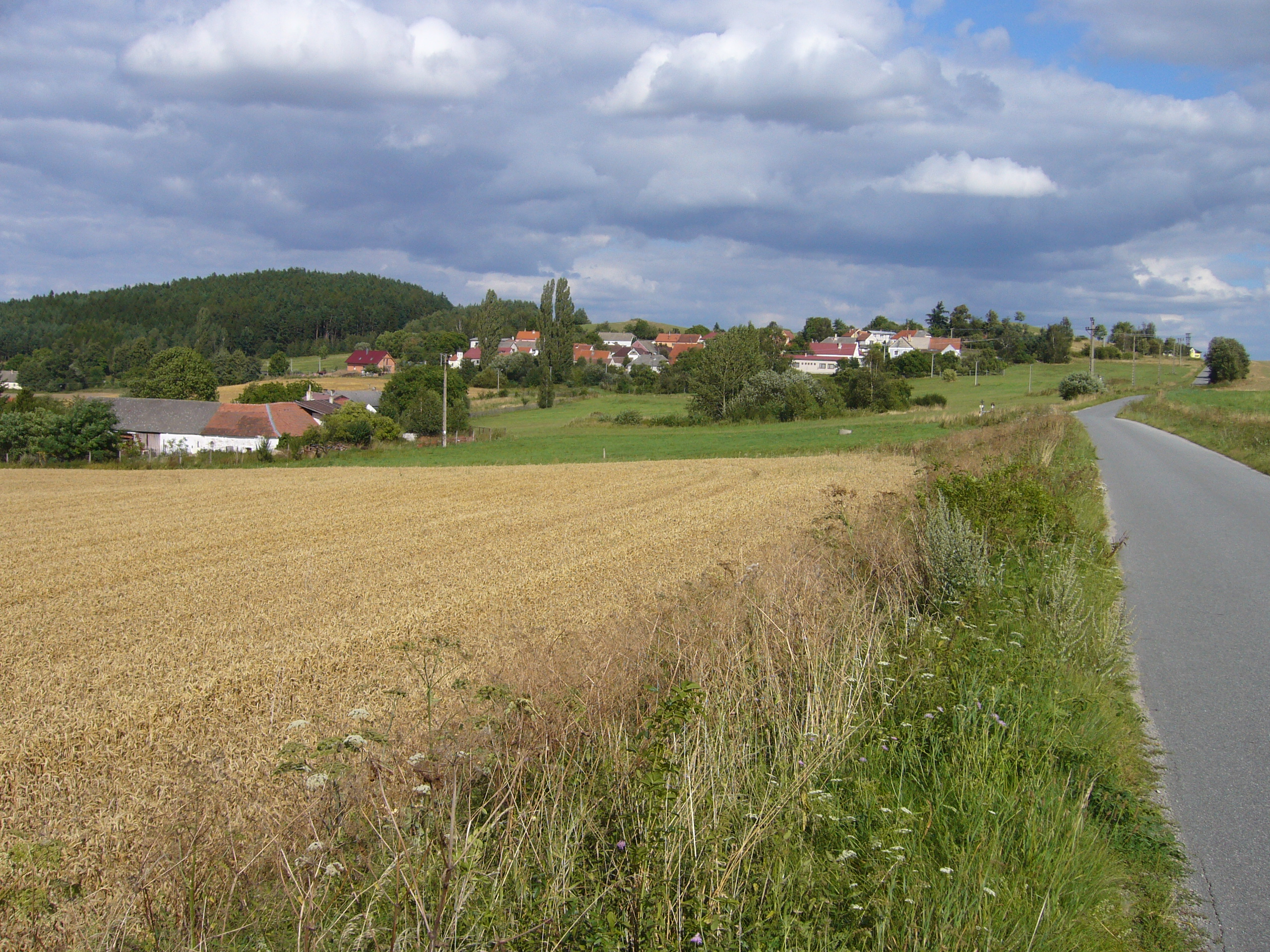
Ortsansicht

Lipovice befindet sich im Vorland des Böhmerwaldes. Das von Hügeln umgebene Dorf liegt in der Quellmulde des Baches Lipovický potok. Gegen Norden liegt das Tal des Černý potok. Nordöstlich erhebt sich die Brabčice (582 m), im Osten der Hájek (561 m), südöstlich Spálená (595 m), im Südwesten die Skalka (608 m) sowie westlich der Luh (619 m). 
Nachbarorte sind Lipovický Mlýn, Bohunice, Koječín und Javornice im Norden, Dub und Borčice im Nordosten, Dubská Lhota und Dvorec im Osten, Strunkovice nad Blanicí, Žíchovec und Budkovský Mlýn im Südosten, Budkov und Chocholatá Lhota im Süden, Žabrakov, Vlachovo Březí und Uhřice im Südwesten, Konopiště im Westen sowie Újezdec, Tvrzice und Ovčín im Nordwesten.

### Gemeindegliederung
Die Gemeinde Lipovice besteht aus den Ortsteilen Konopiště (Konopischt) und Lipovice (Lipowitz) sowie der Ansiedlung Žabrakov (Zabrakow).

### Nachbargemeinden
| Újezdec        | Tvrzice                                     |        |
|                | Kompassrose, die auf Nachbargemeinden zeigt | Dub    |
| Vlachovo Březí |                                             | Budkov |

## Geschichte
Archäologische Funde belegen eine frühzeitliche Besiedlung der Gegend. Auf dem Hügel Luh befindet sich eine Gruppe von 13 slawischen Hügelgräbern. Im Keller der Feste wurden Bruchstücke einer gepressten romanischen Verzierung ausgegraben, die aus der Zeit der Regentschaft Vladislavs II. am Ende des 12. Jahrhunderts stammt.
Die erste schriftliche Erwähnung des Dorfes und der Feste Lipovice erfolgte 1386 als Sitz der Vladiken Jan von Lipovice. Zu den Besitzern aus dem Geschlecht der Lipovský von Lipovice gehörten u. a. Michálek Lipovský († 1454), Markvart Lipovský († 1461) und im Jahre 1513 Chval Lipovský. 1544 erwarb Diwisch Baubinský von Augezd (Diviš Boubínský z Újezda) Lipovice. Nach der Schlacht am Weißen Berg wurde das Zawisch Baubinský (Záviš Boubínský) gehörige Gut mit den zugehörigen Dörfern Lipowitz, Zarowna und Kosmo konfisziert und 1623 an Johann d. Ä. Castolarsky von Langendorf (Jan st. Častolár z Dlouhé Vsi) verkauft. Von diesem erwarb es im Jahre 1665 Wenzel Michael Hieserle Freiherr von Chodow (Václav Michal Hýzrle z Chodů), der es 1673 an Johann Maximilian Lipowsky von Lipowitz verkaufte. 1693 kaufte Ferdinand Joseph von Dietrichstein das Gut Lipowitz von der Familie Lipowsky von Lipowitz und schloss seiner Fideikommissherrschaft Wällischbirken an. Anschließend blieb das Gut im Besitz der Reichsfürsten von Dietrichstein; letzter feudaler Grundherr war ab 1808 Franz Joseph von Dietrichstein-Proskau-Leslie. Im Jahr 1840 bestand Lipowitz/Lipowice aus 28 Häusern mit 165 Einwohnern. Im Dorf bestanden ein zeitlich verpachteter Meierhof und ein Wirtshaus. Abseitig lagen der ebenfalls zeitlich verpachtete Meierhof Zabrakow (Žabrakov) und eine einschichtige Mühle (Lipovický Mlýn). Pfarrort war Wällischbirken. Bis zur Mitte des 19. Jahrhunderts blieb das Dorf immer der Fideikommissherrschaft Wällischbirken untertänig. 
Nach der Aufhebung der Patrimonialherrschaften bildete Lípovice/Lipowitz ab 1850 mit dem Ortsteil Konopiště eine Gemeinde in der Bezirkshauptmannschaft Prachatice. Seit 1880 wird Lipovice als amtlicher Ortsname verwendet. Nachdem Prachatice 1938 infolge des Münchner Abkommens an das Deutsche Reich abgetreten werden musste, verblieb Lipovice bei der Tschechoslowakei und gehörte zwischen 1938 und 1945 zum Bezirk Písek und Gerichtsbezirk Netolice. Nach dem Ende des Zweiten Weltkrieges kam das Dorf wieder zum Okres Prachatice zurück. 1964 wurden Lipovice und Konopiště nach Dub eingemeindet. Nach einem Referendum lösten sich beide Dörfer zum 24. November 1990 wieder von Dub los und bildete eine eigene Gemeinde.

## Sehenswürdigkeiten
- Feste Lipovice auf einer Kuppe am westlichen Ortsausgang, der spätgotische Bau entstand im 12. Jahrhundert als Sitz der Vladiken Lipovský von Lipovice. Sie verlor zum Ende des 17. Jahrhunderts ihre Bedeutung als Herrensitz und wurde zum Speicher umgenutzt. Angeblich sollen von der Feste geheime Fluchtgänge in den Wald Na Luhu und auf die Helfenburg führen.
- Kapelle der hll. Schutzengel auf dem Dorfplatz, errichtet in der ersten Hälfte des 19. Jahrhunderts von Maurermeister Jakub Bursa
- Giebelhof Nr. 4 am Dorfplatz, der 1854 errichtete Bauernbarockbau ist ein Spätwerk Jakub Bursas
- Nischenkapelle an der Straße nach Žabrakov
- Jüdischer Friedhof Dub, auf dem Hügel Hájek östlich des Dorfes

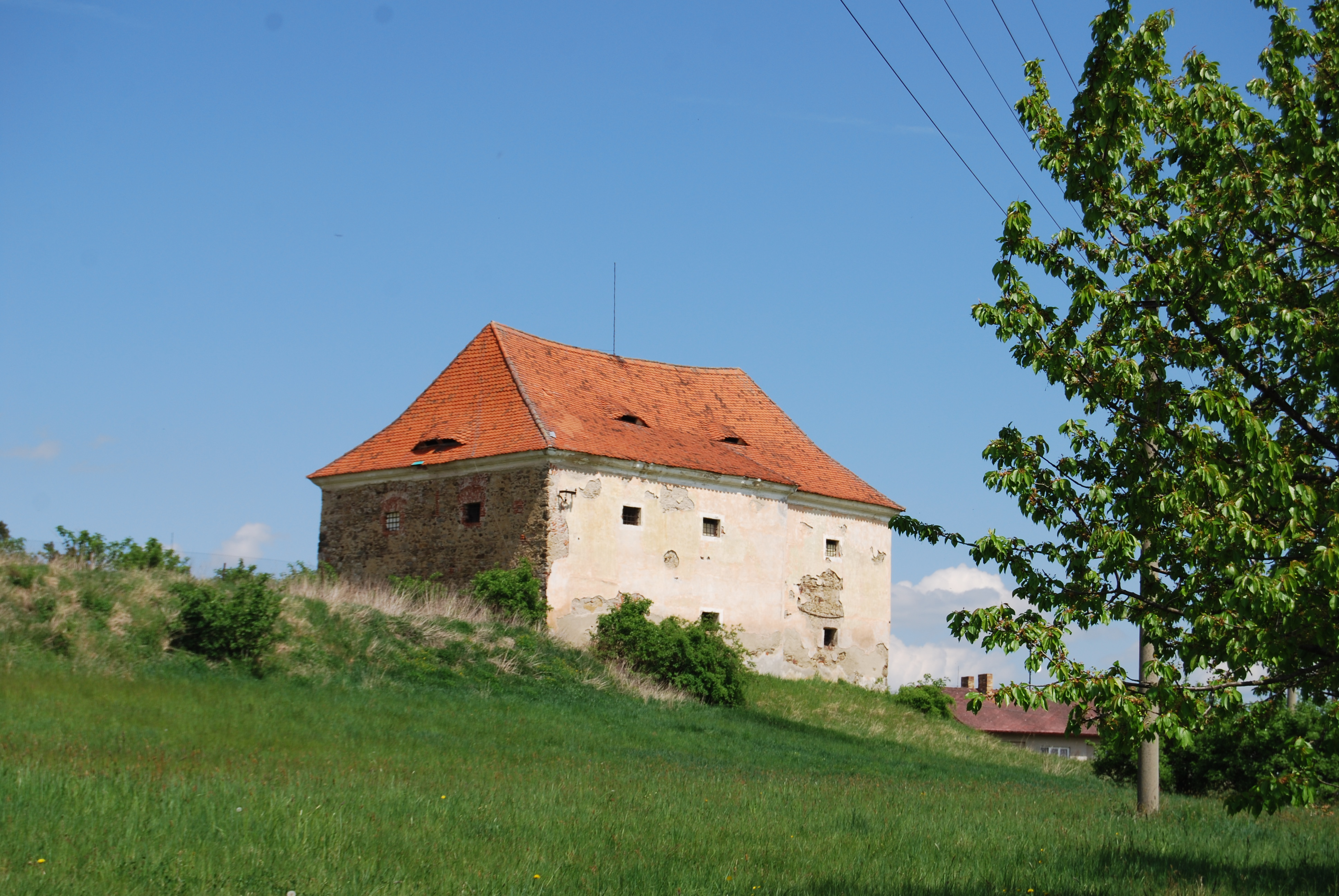
Feste Lipovice
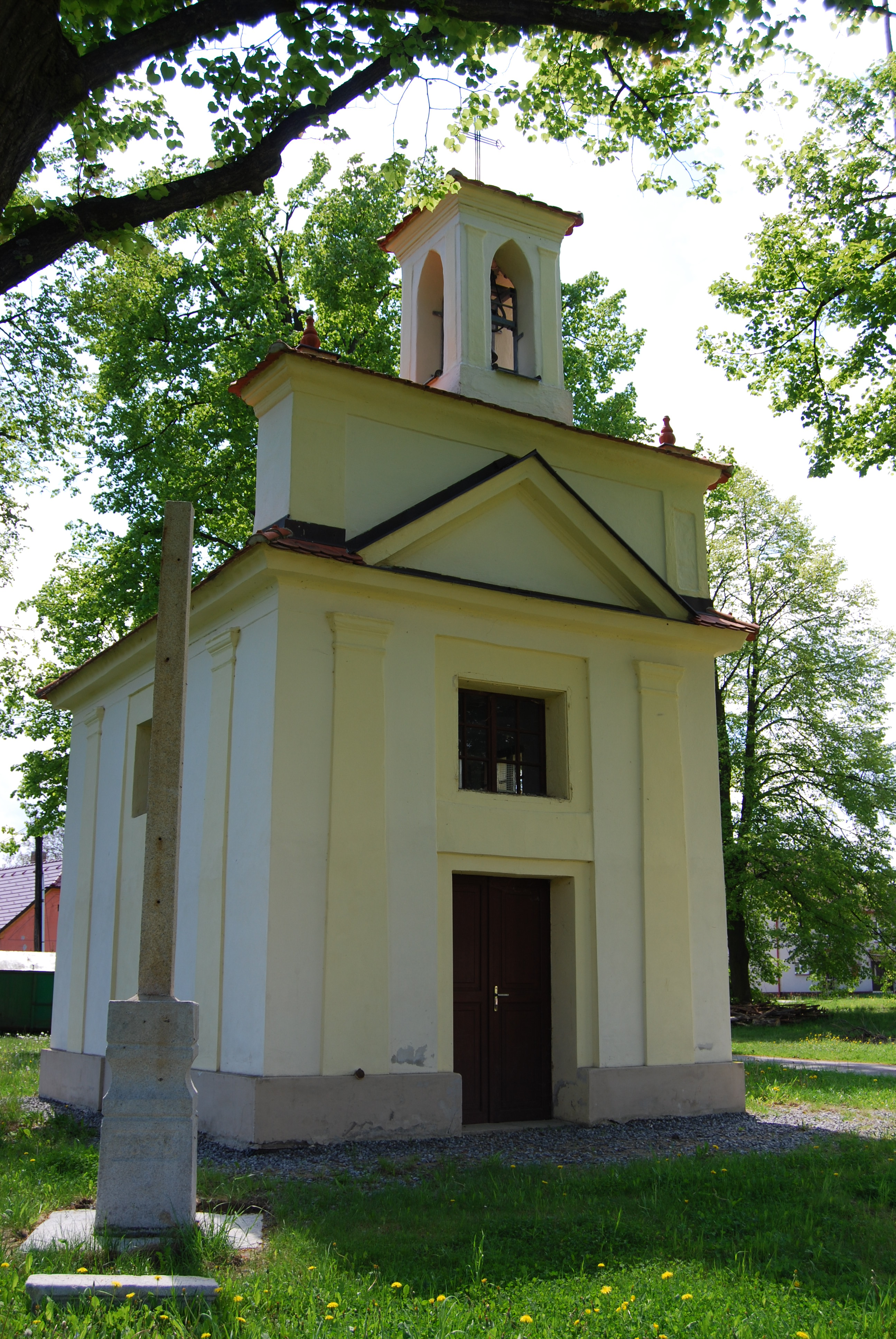
Kapelle der hl. Schutzengel
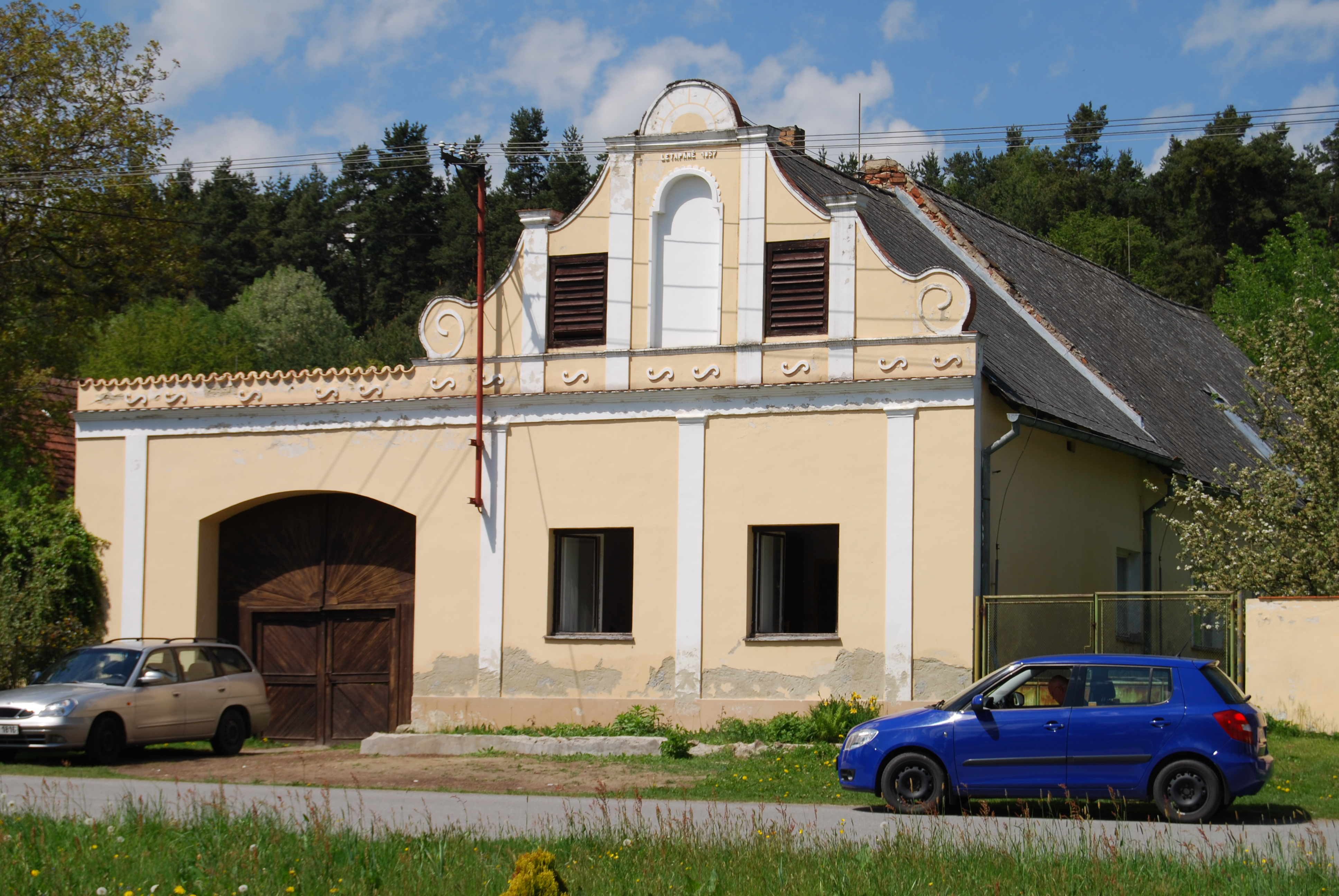
Gehöft Nr. 4 am Dorfplatz
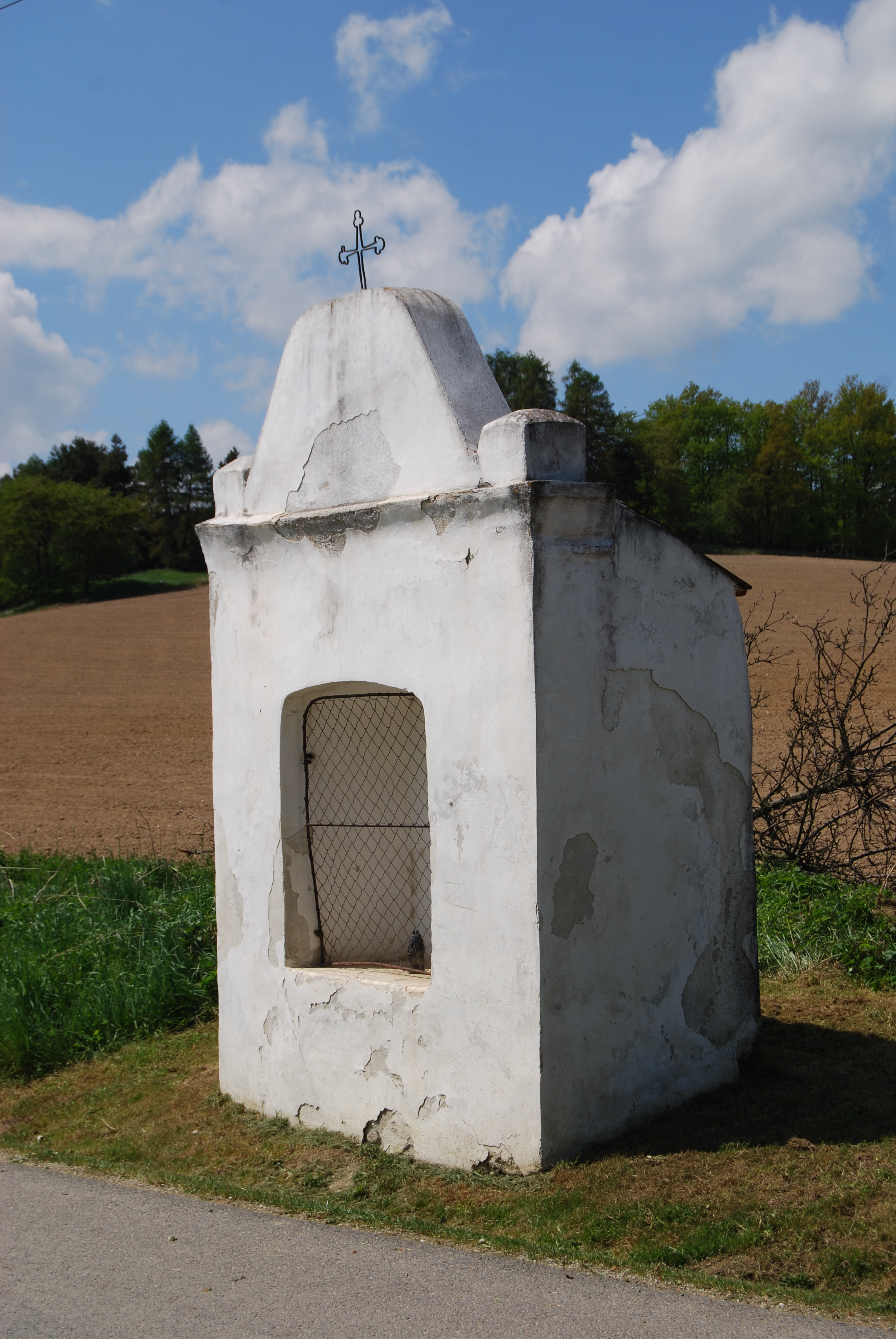
Nischenkapelle an der Straße nach Žabrakov